# Svetozar Gligorić
Svetozar Gligorić (cyrillique serbe : Светозар Глигорић), né le 2 février 1923 à Belgrade et mort le 14 août 2012 à Belgrade, est un grand maître serbe du jeu d'échecs. Figure marquante du monde des échecs et champion de Yougoslavie à douze reprises, il est considéré comme le meilleur joueur serbe.
Pendant les années 1950 et 1960, il est l'un des meilleurs joueurs du monde ainsi qu'un des plus populaires, grâce à sa participation fréquente à des tournois partout dans le monde et à sa personnalité charismatique dont on retrouve l'évocation dans son recueil de parties I Play Against Pieces (Je joue contre les pièces, c'est-à-dire sans hostilité envers le joueur adverse, en jouant seulement en fonction de la position sur l'échiquier plutôt qu'en fonction de la psychologie de l'adversaire).
Dans les années 1980, il fut l'arbitre principal du match de championnat du monde d'échecs 1984, de plusieurs matchs des candidats ainsi que de l'olympiade d'échecs de 1988. Il fut également président du comité d'appel du Championnat du monde d'échecs 1981 et du match revanche Fischer - Spassky de 1992.

## Biographie

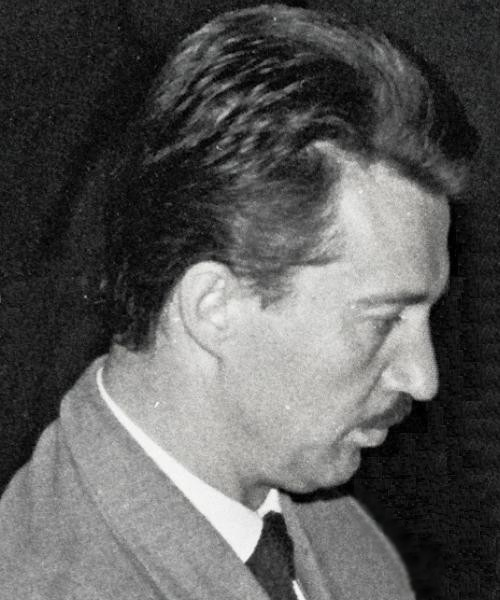
Svetozar Gligoric en 1961

Svetozar Gligorić est né à Belgrade d'une famille pauvre. Selon ses mémoires, son premier contact avec les échecs consista à observer, enfant, les clients d'un café du quartier. Il ne joua pas avant l'âge de onze ans, grâce à un pensionnaire que sa mère prit en charge (son père était mort plus tôt). Ne possédant pas de jeu d'échecs, il en confectionne un en sculptant des bouchons de bouteilles de vins, une histoire similaire à celle de son contemportain estonien, Paul Keres.
Gligorić est un bon élève pendant sa jeunesse, il obtient des résultats tant académiques qu'athlétiques qui lui valent de représenter son école à la fête d'anniversaire du futur roi Pierre II de Yougoslavie. Il racontera plus tard à David Levy, qui rapporte sa carrière échiquéenne dans The Chess of Gligoric, son malaise à assister à cette cérémonie huppée dans des guenilles trahissant le dénuement de sa famille. Son premier succès en tournoi arrive en 1938 lorsqu'il remporte le tournoi du club d'échecs de Belgrade. La Seconde Guerre mondiale interrompt durablement sa progression. Pendant la guerre, Gligorić est membre d'une unité de Partisans. Une rencontre fortuite avec un officier amateur du jeu lui vaut d'être exempté de combat, ce qui lui sauve probablement la vie.
Après la Seconde Guerre mondiale, Gligorić travaille comme journaliste et organisateur de compétitions d'échecs. Il continue à progresser comme joueur et obtient le titre de maître international en 1950 et celui de grand maître international en 1951 et finit par se consacrer entièrement aux échecs.
Au début des années 1990, Gligoric rejoignit le « Cercle des intellectuels indépendants de Belgrade ». Sa femme avec laquelle il s'était marié en 1947, tomba malade en 1973 et mourut en 1994.
En plus des échecs, la musique était une de ses passions. En 2011, il a publié un disque de compositions (jazz, balades, rap) :
- Kako sam preživeo dvadeseti vek (2011)

## Carrière échiquéenne

### Champion de Yougoslavie

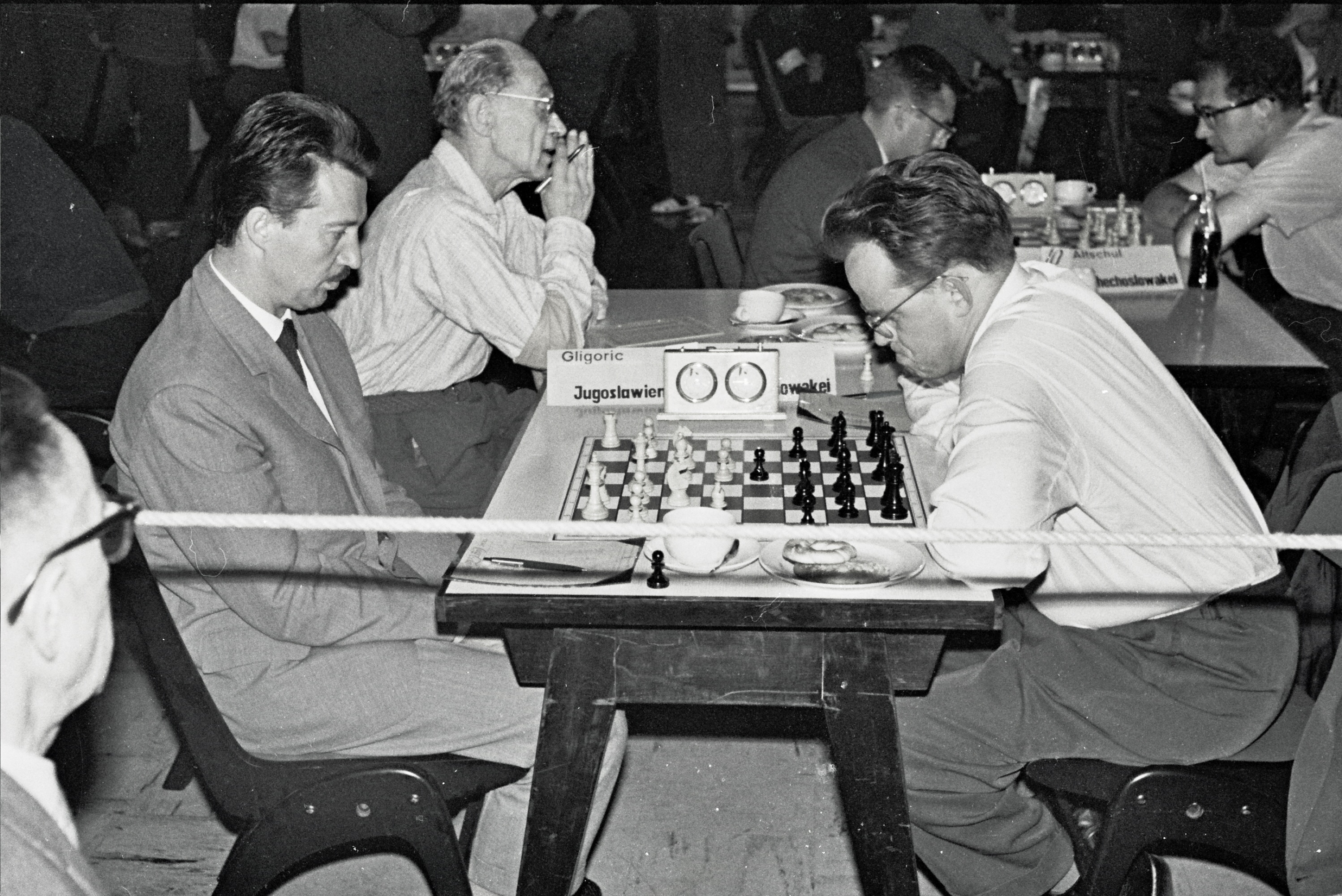
Gligoric face à Ludek Pachman à Oberhausen en 1961

Gligorić est l'un des compétiteurs qui rencontrent le plus de succès en tournoi au milieu du XXe siècle, avec un palmarès en tournois conséquent. Il a cependant moins de succès en championnat du monde d'échecs. Il est le champion de Yougoslavie en 1947 (ex æquo avec Petar Trifunović), 1949, 1950, 1956, 1957, 1958 (ex æquo avec Borislav Ivkov), 1959, 1960, 1962, 1965 et 1971.

### Olympiades d'échecs
Gligoric représente son pays avec d'excellents résultats à quinze olympiades d'échecs pendant plusieurs dizaines d'années (de 1950 à 1982), treize fois au premier échiquier. Dans la première olympiade disputée après la Seconde Guerre mondiale et organisée à Dubrovnik en 1950, Gligorić mène l'équipe yougoslave et décroche la médaille d'or par équipes (en l'absence des Soviétiques). Par la suite, l'équipe yougoslave était habituellement deuxième ou troisième derrière celle de l'URSS pendant les années 1950, 1960 et 1970 et Gligoric remporta six médailles d'argent et cinq médailles de bronze par équipes. En 1958, à l'olympiade de Munich, il remporta la médaille d'or individuelle au premier échiquier devant les champions du monde Mikhaïl Botvinnik et Max Euwe, en marquant 80 % des points (neuf victoires et six parties nulles).

### Victoires dans les tournois internationaux
La liste de ses premières places en compétition internationale est longue. Outre les victoires dans les tournois zonaux de 1951, 1960, 1963, 1966 et 1969, on peut relever :
Années 1940
- Sofia 1945 (championnat open de Bulgarie),
- Varsovie 1947 (devant Boleslavski, Pachman et Smyslov),

Années 1950
- le tournoi de Mar del Plata 1950 et 1953 (avec 16 points sur 19),
- le mémorial Staunton (Cheltenham - Leamington Spa - Birmingham) en 1951 (devant Trifunovic, Stahlberg et Pirc),
- Hollywood 1952 (devant Pomar, H. Steiner, Dake et Kashdan),
- Rio de Janeiro 1953,
- Montevideo 1953,
- Göteborg 1953-1954,
- Stockholm 1954,
- Dallas 1957 (avec Reshevsky, devant Szabo, Larsen, Yanofsky, Olafsson, Najdorf et Evans),
- l'open de Bognor Regis (mémorial Stevenson) 1957 (devant O'Kelly),

Années 1960
- Asuncion 1960 (devant Szabo et Rosseto),
- Leicester 1961,
- le tournoi de Sarajevo en 1961 (avec Pachman) et 1962 (avec Portisch),
- Torremolinos (1er tournoi Costa del Sol)  1961 (ex æquo avec Pomar et devant Najdorf),
- Belgrade 1962 (tournoi classique, devant Ivkov et Ciocâltea et tournoi blitz devant R. Byrne et Benko),
- Copenhague 1965 (ex æquo avec Taïmanov et Souétine, devant Larsen, Hort et Dückstein),
- Tel Aviv 1966 (devant Matanovic, Gheorghiu et Kraidman),
- Dundee 1967 (devant Larsen, Olafsson et O'Kelly),
- Manille (championnat open des Philippines, tournoi Meralco) 1968 (ex æquo avec Rosendo Balinas)[3],[4],[5]

Années 1970
- Berlin-ouest 1971 (championnat international de RFA, devant Donner, Westerinen et Hecht),
- l'open de Sparks (États-Unis) 1971,
- l'open de Lone Pine (en) (États-Unis) en 1972 et 1979 (ex æquo avec Gheorghiu, Liberzon et Hecht),
- Los Angeles 1974 (devant Gheorghiu et Kaplan),
- Montilla-Moriles 1977 (devant Kavalek, Stean, R. Byrne, Taïmanov et Anderson)
- Osijek 1978 (devant Adorjanet Kurajica),

Années 1980 et 1990
- l'open de Vienne (Autriche) 1982,
- le mémorial Tchigorine à Sotchi en 1986 (avec Beliavski et Vaganian, surpassé Tal et Smyslov),
- le mémorial Donner B à Amsterdam en 1994 (avec Smyslov et Unzicker).

Tournoi de Hastings
Gligoric fut l'un des participants réguliers au tournoi de Hastings de la fin de l'année, avec des victoires (parfois ex æquo) en 1951-1952, 1956-1957 (avec Bent Larsen), 1959-1960, 1960-1961 et 1962-1963 (avec Alexandre Kotov).

### Tournois des candidats au championnat du monde
Ses résultats dans les phases qualificatives du championnat du monde sont mitigés. Il participe régulièrement aux tournois zonaux et interzonaux et remporte par exemple des victoires en zonal en 1951, 1960 (ex æquo), 1963, 1966, et 1969 (ex æquo) et se qualifie aux interzonaux de 1952 (5e-8e), 1958 (2e derrière Tal), et 1967 (2e-4e derrière Larsen) pour les tournois des candidats de l'année suivante. Il n'a que des résultats médiocres en 1953 (13e sur 15 participants) et 1959 (5e ex æquo avec Bobby Fischer derrière quatre joueurs soviétiques), et est éliminé par Mikhaïl Tal en match des candidats en 1968. En 1962, il finit 6e-8e du tournoi interzonal de Stockholm. Lors du tournoi de départage pour la sixième place avec Leonid Stein et Pal Benko, il termina dernier et est éliminé du cycle des candidats.

### Match URSS - Reste du monde (1970)
En 1970, Gligoric participa au match URSS - Reste du monde à Belgrade. Il perdit son match au cinquième échiquier contre Efim Geller : 1,5 à 2,5 (+0 –1 =3).

### Résultats contre les champions du monde

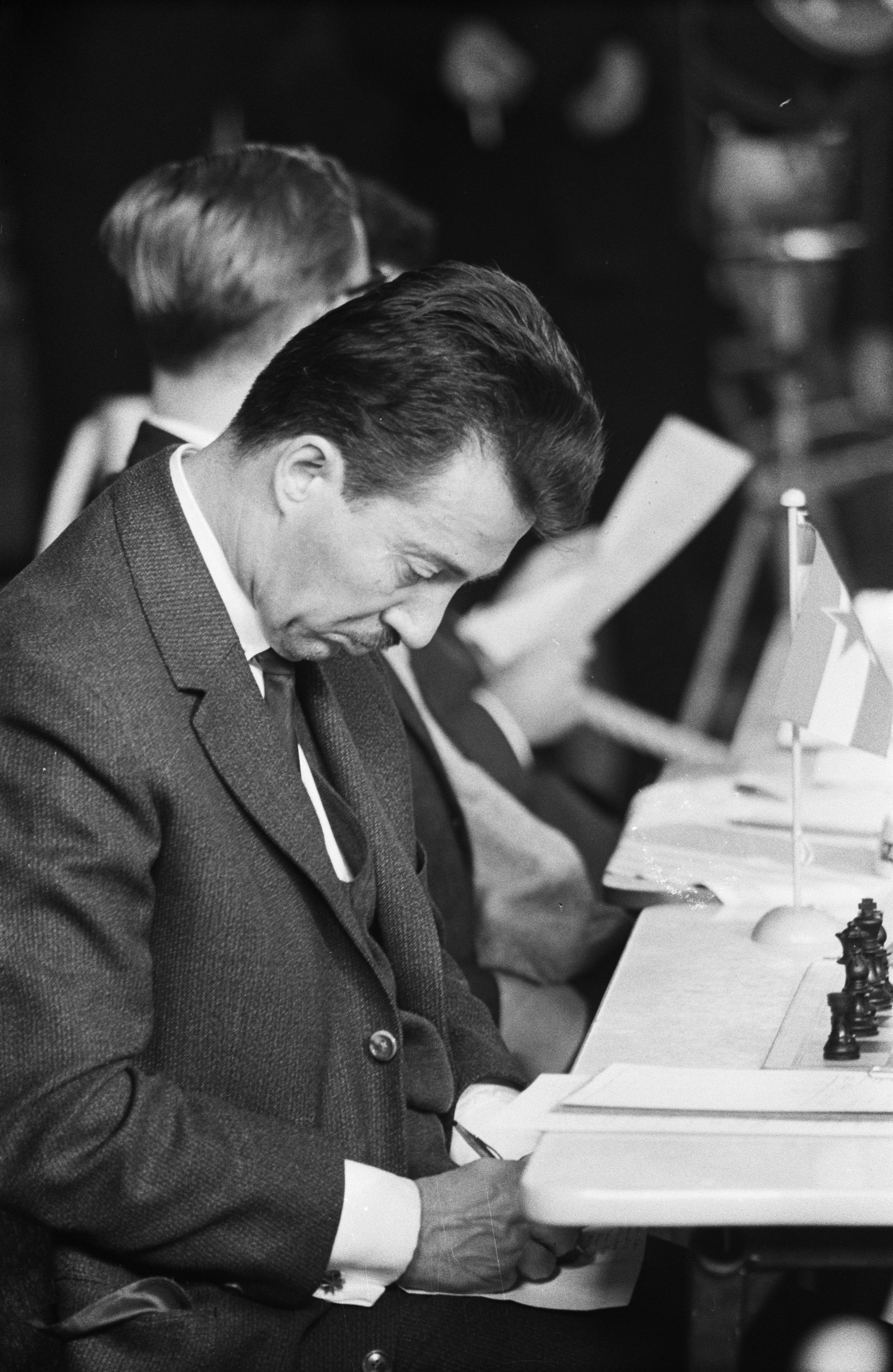
Svetozar Gligoric en 1963

Gligorić a affronté tous les champions du monde de Botvinnik à Kasparov. Il avait un score égal contre Mikhaïl Botvinnik (+2 =5 -2), mais il eut des scores négatifs contre la plupart d'entre eux, par exemple
- Vassily Smyslov (+5 =21 -7),
- Tigran Petrossian[6] (+8 =19 -11),
- Mikhaïl Tal (+2 =19 -11),
- Boris Spassky (+0 =15 -5),
- Bobby Fischer (+4 =6 -6) (avant 1966, le score était de +4 -1 =6 en la faveur de Gligorić[7]),
- Anatoli Karpov (+0 =6 -4) et
- Garry Kasparov (+0 =0 -3).

## Héritage échiquéen

### Contributions à la théorie des ouvertures
Bien qu'il ait obtenu aussi d'excellents résultats en tournoi, l'héritage le plus durable de Gligorić est peut-être celui du théoricien des ouvertures. Il a contribué de façon importante à la théorie de la défense est-indienne, de la partie espagnole, de la défense nimzo-indienne entre autres, et ses contributions, notamment dans la défense est-indienne se sont traduites par des victoires spectaculaires des deux côtés de l'échiquier (voir un exemple plus bas). Des variantes importantes dans la partie espagnole et la défense est-indienne portent son nom. Ses combats contre Bobby Fischer dans l'est-indienne et la défense sicilienne (en particulier la sicilienne Najdorf, une spécialité de Fischer), sont légendaires et restent à son crédit.

### Journaliste
Comme commentateur, Gligorić a su exploiter l'avantage des langues qu'il parlait couramment et de sa formation de journaliste pour produire des annotations lucides et intéressantes. Il a disposé d'une rubrique régulière dans les magazines Chess Review et Chess Life pendant de nombreuses années, sa rubrique Partie du mois se transformant en véritable manuel de l'ouverture utilisée en plus des annotations complètes de la partie. Il écrit aussi une quantité de livres d'échecs dans plusieurs langues et a contribué régulièrement à la compilation de parties de l'Informateur d'échecs. Avec sa carrière en tant qu'organisateur et arbitre de compétitions internationales, Gligorić est considéré comme une des figures les plus marquantes de son époque.

## Exemple de partie
|   | a | b | c | d | e | f | g | h |   |
| 8 | Tour noire sur case blanche a8 · Fou noir sur case blanche c8 · Dame noire sur case noire d8 · Tour noire sur case noire f8 · Roi noir sur case blanche g8 · Pion noir sur case noire a7 · Pion noir sur case blanche b7 · Pion noir sur case noire c7 · Fou noir sur case noire g7 · Pion noir sur case blanche h7 · Pion noir sur case noire d6 · Pion blanc sur case blanche d5 · Pion noir sur case noire e5 · Cavalier noir sur case blanche f5 · Pion noir sur case noire g5 · Pion blanc sur case blanche a4 · Pion blanc sur case noire b4 · Pion blanc sur case blanche c4 · Cavalier noir sur case noire f4 · Cavalier blanc sur case noire c3 · Fou blanc sur case blanche f3 · Pion blanc sur case noire g3 · Cavalier blanc sur case noire d2 · Pion blanc sur case noire f2 · Pion blanc sur case noire h2 · Tour blanche sur case noire a1 · Fou blanc sur case noire c1 · Dame blanche sur case blanche d1 · Tour blanche sur case blanche f1 · Roi blanc sur case noire g1 | Tour noire sur case blanche a8 · Fou noir sur case blanche c8 · Dame noire sur case noire d8 · Tour noire sur case noire f8 · Roi noir sur case blanche g8 · Pion noir sur case noire a7 · Pion noir sur case blanche b7 · Pion noir sur case noire c7 · Fou noir sur case noire g7 · Pion noir sur case blanche h7 · Pion noir sur case noire d6 · Pion blanc sur case blanche d5 · Pion noir sur case noire e5 · Cavalier noir sur case blanche f5 · Pion noir sur case noire g5 · Pion blanc sur case blanche a4 · Pion blanc sur case noire b4 · Pion blanc sur case blanche c4 · Cavalier noir sur case noire f4 · Cavalier blanc sur case noire c3 · Fou blanc sur case blanche f3 · Pion blanc sur case noire g3 · Cavalier blanc sur case noire d2 · Pion blanc sur case noire f2 · Pion blanc sur case noire h2 · Tour blanche sur case noire a1 · Fou blanc sur case noire c1 · Dame blanche sur case blanche d1 · Tour blanche sur case blanche f1 · Roi blanc sur case noire g1 | Tour noire sur case blanche a8 · Fou noir sur case blanche c8 · Dame noire sur case noire d8 · Tour noire sur case noire f8 · Roi noir sur case blanche g8 · Pion noir sur case noire a7 · Pion noir sur case blanche b7 · Pion noir sur case noire c7 · Fou noir sur case noire g7 · Pion noir sur case blanche h7 · Pion noir sur case noire d6 · Pion blanc sur case blanche d5 · Pion noir sur case noire e5 · Cavalier noir sur case blanche f5 · Pion noir sur case noire g5 · Pion blanc sur case blanche a4 · Pion blanc sur case noire b4 · Pion blanc sur case blanche c4 · Cavalier noir sur case noire f4 · Cavalier blanc sur case noire c3 · Fou blanc sur case blanche f3 · Pion blanc sur case noire g3 · Cavalier blanc sur case noire d2 · Pion blanc sur case noire f2 · Pion blanc sur case noire h2 · Tour blanche sur case noire a1 · Fou blanc sur case noire c1 · Dame blanche sur case blanche d1 · Tour blanche sur case blanche f1 · Roi blanc sur case noire g1 | Tour noire sur case blanche a8 · Fou noir sur case blanche c8 · Dame noire sur case noire d8 · Tour noire sur case noire f8 · Roi noir sur case blanche g8 · Pion noir sur case noire a7 · Pion noir sur case blanche b7 · Pion noir sur case noire c7 · Fou noir sur case noire g7 · Pion noir sur case blanche h7 · Pion noir sur case noire d6 · Pion blanc sur case blanche d5 · Pion noir sur case noire e5 · Cavalier noir sur case blanche f5 · Pion noir sur case noire g5 · Pion blanc sur case blanche a4 · Pion blanc sur case noire b4 · Pion blanc sur case blanche c4 · Cavalier noir sur case noire f4 · Cavalier blanc sur case noire c3 · Fou blanc sur case blanche f3 · Pion blanc sur case noire g3 · Cavalier blanc sur case noire d2 · Pion blanc sur case noire f2 · Pion blanc sur case noire h2 · Tour blanche sur case noire a1 · Fou blanc sur case noire c1 · Dame blanche sur case blanche d1 · Tour blanche sur case blanche f1 · Roi blanc sur case noire g1 | Tour noire sur case blanche a8 · Fou noir sur case blanche c8 · Dame noire sur case noire d8 · Tour noire sur case noire f8 · Roi noir sur case blanche g8 · Pion noir sur case noire a7 · Pion noir sur case blanche b7 · Pion noir sur case noire c7 · Fou noir sur case noire g7 · Pion noir sur case blanche h7 · Pion noir sur case noire d6 · Pion blanc sur case blanche d5 · Pion noir sur case noire e5 · Cavalier noir sur case blanche f5 · Pion noir sur case noire g5 · Pion blanc sur case blanche a4 · Pion blanc sur case noire b4 · Pion blanc sur case blanche c4 · Cavalier noir sur case noire f4 · Cavalier blanc sur case noire c3 · Fou blanc sur case blanche f3 · Pion blanc sur case noire g3 · Cavalier blanc sur case noire d2 · Pion blanc sur case noire f2 · Pion blanc sur case noire h2 · Tour blanche sur case noire a1 · Fou blanc sur case noire c1 · Dame blanche sur case blanche d1 · Tour blanche sur case blanche f1 · Roi blanc sur case noire g1 | Tour noire sur case blanche a8 · Fou noir sur case blanche c8 · Dame noire sur case noire d8 · Tour noire sur case noire f8 · Roi noir sur case blanche g8 · Pion noir sur case noire a7 · Pion noir sur case blanche b7 · Pion noir sur case noire c7 · Fou noir sur case noire g7 · Pion noir sur case blanche h7 · Pion noir sur case noire d6 · Pion blanc sur case blanche d5 · Pion noir sur case noire e5 · Cavalier noir sur case blanche f5 · Pion noir sur case noire g5 · Pion blanc sur case blanche a4 · Pion blanc sur case noire b4 · Pion blanc sur case blanche c4 · Cavalier noir sur case noire f4 · Cavalier blanc sur case noire c3 · Fou blanc sur case blanche f3 · Pion blanc sur case noire g3 · Cavalier blanc sur case noire d2 · Pion blanc sur case noire f2 · Pion blanc sur case noire h2 · Tour blanche sur case noire a1 · Fou blanc sur case noire c1 · Dame blanche sur case blanche d1 · Tour blanche sur case blanche f1 · Roi blanc sur case noire g1 | Tour noire sur case blanche a8 · Fou noir sur case blanche c8 · Dame noire sur case noire d8 · Tour noire sur case noire f8 · Roi noir sur case blanche g8 · Pion noir sur case noire a7 · Pion noir sur case blanche b7 · Pion noir sur case noire c7 · Fou noir sur case noire g7 · Pion noir sur case blanche h7 · Pion noir sur case noire d6 · Pion blanc sur case blanche d5 · Pion noir sur case noire e5 · Cavalier noir sur case blanche f5 · Pion noir sur case noire g5 · Pion blanc sur case blanche a4 · Pion blanc sur case noire b4 · Pion blanc sur case blanche c4 · Cavalier noir sur case noire f4 · Cavalier blanc sur case noire c3 · Fou blanc sur case blanche f3 · Pion blanc sur case noire g3 · Cavalier blanc sur case noire d2 · Pion blanc sur case noire f2 · Pion blanc sur case noire h2 · Tour blanche sur case noire a1 · Fou blanc sur case noire c1 · Dame blanche sur case blanche d1 · Tour blanche sur case blanche f1 · Roi blanc sur case noire g1 | Tour noire sur case blanche a8 · Fou noir sur case blanche c8 · Dame noire sur case noire d8 · Tour noire sur case noire f8 · Roi noir sur case blanche g8 · Pion noir sur case noire a7 · Pion noir sur case blanche b7 · Pion noir sur case noire c7 · Fou noir sur case noire g7 · Pion noir sur case blanche h7 · Pion noir sur case noire d6 · Pion blanc sur case blanche d5 · Pion noir sur case noire e5 · Cavalier noir sur case blanche f5 · Pion noir sur case noire g5 · Pion blanc sur case blanche a4 · Pion blanc sur case noire b4 · Pion blanc sur case blanche c4 · Cavalier noir sur case noire f4 · Cavalier blanc sur case noire c3 · Fou blanc sur case blanche f3 · Pion blanc sur case noire g3 · Cavalier blanc sur case noire d2 · Pion blanc sur case noire f2 · Pion blanc sur case noire h2 · Tour blanche sur case noire a1 · Fou blanc sur case noire c1 · Dame blanche sur case blanche d1 · Tour blanche sur case blanche f1 · Roi blanc sur case noire g1 | 8 |
| 7 | Tour noire sur case blanche a8 · Fou noir sur case blanche c8 · Dame noire sur case noire d8 · Tour noire sur case noire f8 · Roi noir sur case blanche g8 · Pion noir sur case noire a7 · Pion noir sur case blanche b7 · Pion noir sur case noire c7 · Fou noir sur case noire g7 · Pion noir sur case blanche h7 · Pion noir sur case noire d6 · Pion blanc sur case blanche d5 · Pion noir sur case noire e5 · Cavalier noir sur case blanche f5 · Pion noir sur case noire g5 · Pion blanc sur case blanche a4 · Pion blanc sur case noire b4 · Pion blanc sur case blanche c4 · Cavalier noir sur case noire f4 · Cavalier blanc sur case noire c3 · Fou blanc sur case blanche f3 · Pion blanc sur case noire g3 · Cavalier blanc sur case noire d2 · Pion blanc sur case noire f2 · Pion blanc sur case noire h2 · Tour blanche sur case noire a1 · Fou blanc sur case noire c1 · Dame blanche sur case blanche d1 · Tour blanche sur case blanche f1 · Roi blanc sur case noire g1 | Tour noire sur case blanche a8 · Fou noir sur case blanche c8 · Dame noire sur case noire d8 · Tour noire sur case noire f8 · Roi noir sur case blanche g8 · Pion noir sur case noire a7 · Pion noir sur case blanche b7 · Pion noir sur case noire c7 · Fou noir sur case noire g7 · Pion noir sur case blanche h7 · Pion noir sur case noire d6 · Pion blanc sur case blanche d5 · Pion noir sur case noire e5 · Cavalier noir sur case blanche f5 · Pion noir sur case noire g5 · Pion blanc sur case blanche a4 · Pion blanc sur case noire b4 · Pion blanc sur case blanche c4 · Cavalier noir sur case noire f4 · Cavalier blanc sur case noire c3 · Fou blanc sur case blanche f3 · Pion blanc sur case noire g3 · Cavalier blanc sur case noire d2 · Pion blanc sur case noire f2 · Pion blanc sur case noire h2 · Tour blanche sur case noire a1 · Fou blanc sur case noire c1 · Dame blanche sur case blanche d1 · Tour blanche sur case blanche f1 · Roi blanc sur case noire g1 | Tour noire sur case blanche a8 · Fou noir sur case blanche c8 · Dame noire sur case noire d8 · Tour noire sur case noire f8 · Roi noir sur case blanche g8 · Pion noir sur case noire a7 · Pion noir sur case blanche b7 · Pion noir sur case noire c7 · Fou noir sur case noire g7 · Pion noir sur case blanche h7 · Pion noir sur case noire d6 · Pion blanc sur case blanche d5 · Pion noir sur case noire e5 · Cavalier noir sur case blanche f5 · Pion noir sur case noire g5 · Pion blanc sur case blanche a4 · Pion blanc sur case noire b4 · Pion blanc sur case blanche c4 · Cavalier noir sur case noire f4 · Cavalier blanc sur case noire c3 · Fou blanc sur case blanche f3 · Pion blanc sur case noire g3 · Cavalier blanc sur case noire d2 · Pion blanc sur case noire f2 · Pion blanc sur case noire h2 · Tour blanche sur case noire a1 · Fou blanc sur case noire c1 · Dame blanche sur case blanche d1 · Tour blanche sur case blanche f1 · Roi blanc sur case noire g1 | Tour noire sur case blanche a8 · Fou noir sur case blanche c8 · Dame noire sur case noire d8 · Tour noire sur case noire f8 · Roi noir sur case blanche g8 · Pion noir sur case noire a7 · Pion noir sur case blanche b7 · Pion noir sur case noire c7 · Fou noir sur case noire g7 · Pion noir sur case blanche h7 · Pion noir sur case noire d6 · Pion blanc sur case blanche d5 · Pion noir sur case noire e5 · Cavalier noir sur case blanche f5 · Pion noir sur case noire g5 · Pion blanc sur case blanche a4 · Pion blanc sur case noire b4 · Pion blanc sur case blanche c4 · Cavalier noir sur case noire f4 · Cavalier blanc sur case noire c3 · Fou blanc sur case blanche f3 · Pion blanc sur case noire g3 · Cavalier blanc sur case noire d2 · Pion blanc sur case noire f2 · Pion blanc sur case noire h2 · Tour blanche sur case noire a1 · Fou blanc sur case noire c1 · Dame blanche sur case blanche d1 · Tour blanche sur case blanche f1 · Roi blanc sur case noire g1 | Tour noire sur case blanche a8 · Fou noir sur case blanche c8 · Dame noire sur case noire d8 · Tour noire sur case noire f8 · Roi noir sur case blanche g8 · Pion noir sur case noire a7 · Pion noir sur case blanche b7 · Pion noir sur case noire c7 · Fou noir sur case noire g7 · Pion noir sur case blanche h7 · Pion noir sur case noire d6 · Pion blanc sur case blanche d5 · Pion noir sur case noire e5 · Cavalier noir sur case blanche f5 · Pion noir sur case noire g5 · Pion blanc sur case blanche a4 · Pion blanc sur case noire b4 · Pion blanc sur case blanche c4 · Cavalier noir sur case noire f4 · Cavalier blanc sur case noire c3 · Fou blanc sur case blanche f3 · Pion blanc sur case noire g3 · Cavalier blanc sur case noire d2 · Pion blanc sur case noire f2 · Pion blanc sur case noire h2 · Tour blanche sur case noire a1 · Fou blanc sur case noire c1 · Dame blanche sur case blanche d1 · Tour blanche sur case blanche f1 · Roi blanc sur case noire g1 | Tour noire sur case blanche a8 · Fou noir sur case blanche c8 · Dame noire sur case noire d8 · Tour noire sur case noire f8 · Roi noir sur case blanche g8 · Pion noir sur case noire a7 · Pion noir sur case blanche b7 · Pion noir sur case noire c7 · Fou noir sur case noire g7 · Pion noir sur case blanche h7 · Pion noir sur case noire d6 · Pion blanc sur case blanche d5 · Pion noir sur case noire e5 · Cavalier noir sur case blanche f5 · Pion noir sur case noire g5 · Pion blanc sur case blanche a4 · Pion blanc sur case noire b4 · Pion blanc sur case blanche c4 · Cavalier noir sur case noire f4 · Cavalier blanc sur case noire c3 · Fou blanc sur case blanche f3 · Pion blanc sur case noire g3 · Cavalier blanc sur case noire d2 · Pion blanc sur case noire f2 · Pion blanc sur case noire h2 · Tour blanche sur case noire a1 · Fou blanc sur case noire c1 · Dame blanche sur case blanche d1 · Tour blanche sur case blanche f1 · Roi blanc sur case noire g1 | Tour noire sur case blanche a8 · Fou noir sur case blanche c8 · Dame noire sur case noire d8 · Tour noire sur case noire f8 · Roi noir sur case blanche g8 · Pion noir sur case noire a7 · Pion noir sur case blanche b7 · Pion noir sur case noire c7 · Fou noir sur case noire g7 · Pion noir sur case blanche h7 · Pion noir sur case noire d6 · Pion blanc sur case blanche d5 · Pion noir sur case noire e5 · Cavalier noir sur case blanche f5 · Pion noir sur case noire g5 · Pion blanc sur case blanche a4 · Pion blanc sur case noire b4 · Pion blanc sur case blanche c4 · Cavalier noir sur case noire f4 · Cavalier blanc sur case noire c3 · Fou blanc sur case blanche f3 · Pion blanc sur case noire g3 · Cavalier blanc sur case noire d2 · Pion blanc sur case noire f2 · Pion blanc sur case noire h2 · Tour blanche sur case noire a1 · Fou blanc sur case noire c1 · Dame blanche sur case blanche d1 · Tour blanche sur case blanche f1 · Roi blanc sur case noire g1 | Tour noire sur case blanche a8 · Fou noir sur case blanche c8 · Dame noire sur case noire d8 · Tour noire sur case noire f8 · Roi noir sur case blanche g8 · Pion noir sur case noire a7 · Pion noir sur case blanche b7 · Pion noir sur case noire c7 · Fou noir sur case noire g7 · Pion noir sur case blanche h7 · Pion noir sur case noire d6 · Pion blanc sur case blanche d5 · Pion noir sur case noire e5 · Cavalier noir sur case blanche f5 · Pion noir sur case noire g5 · Pion blanc sur case blanche a4 · Pion blanc sur case noire b4 · Pion blanc sur case blanche c4 · Cavalier noir sur case noire f4 · Cavalier blanc sur case noire c3 · Fou blanc sur case blanche f3 · Pion blanc sur case noire g3 · Cavalier blanc sur case noire d2 · Pion blanc sur case noire f2 · Pion blanc sur case noire h2 · Tour blanche sur case noire a1 · Fou blanc sur case noire c1 · Dame blanche sur case blanche d1 · Tour blanche sur case blanche f1 · Roi blanc sur case noire g1 | 7 |
| 6 | Tour noire sur case blanche a8 · Fou noir sur case blanche c8 · Dame noire sur case noire d8 · Tour noire sur case noire f8 · Roi noir sur case blanche g8 · Pion noir sur case noire a7 · Pion noir sur case blanche b7 · Pion noir sur case noire c7 · Fou noir sur case noire g7 · Pion noir sur case blanche h7 · Pion noir sur case noire d6 · Pion blanc sur case blanche d5 · Pion noir sur case noire e5 · Cavalier noir sur case blanche f5 · Pion noir sur case noire g5 · Pion blanc sur case blanche a4 · Pion blanc sur case noire b4 · Pion blanc sur case blanche c4 · Cavalier noir sur case noire f4 · Cavalier blanc sur case noire c3 · Fou blanc sur case blanche f3 · Pion blanc sur case noire g3 · Cavalier blanc sur case noire d2 · Pion blanc sur case noire f2 · Pion blanc sur case noire h2 · Tour blanche sur case noire a1 · Fou blanc sur case noire c1 · Dame blanche sur case blanche d1 · Tour blanche sur case blanche f1 · Roi blanc sur case noire g1 | Tour noire sur case blanche a8 · Fou noir sur case blanche c8 · Dame noire sur case noire d8 · Tour noire sur case noire f8 · Roi noir sur case blanche g8 · Pion noir sur case noire a7 · Pion noir sur case blanche b7 · Pion noir sur case noire c7 · Fou noir sur case noire g7 · Pion noir sur case blanche h7 · Pion noir sur case noire d6 · Pion blanc sur case blanche d5 · Pion noir sur case noire e5 · Cavalier noir sur case blanche f5 · Pion noir sur case noire g5 · Pion blanc sur case blanche a4 · Pion blanc sur case noire b4 · Pion blanc sur case blanche c4 · Cavalier noir sur case noire f4 · Cavalier blanc sur case noire c3 · Fou blanc sur case blanche f3 · Pion blanc sur case noire g3 · Cavalier blanc sur case noire d2 · Pion blanc sur case noire f2 · Pion blanc sur case noire h2 · Tour blanche sur case noire a1 · Fou blanc sur case noire c1 · Dame blanche sur case blanche d1 · Tour blanche sur case blanche f1 · Roi blanc sur case noire g1 | Tour noire sur case blanche a8 · Fou noir sur case blanche c8 · Dame noire sur case noire d8 · Tour noire sur case noire f8 · Roi noir sur case blanche g8 · Pion noir sur case noire a7 · Pion noir sur case blanche b7 · Pion noir sur case noire c7 · Fou noir sur case noire g7 · Pion noir sur case blanche h7 · Pion noir sur case noire d6 · Pion blanc sur case blanche d5 · Pion noir sur case noire e5 · Cavalier noir sur case blanche f5 · Pion noir sur case noire g5 · Pion blanc sur case blanche a4 · Pion blanc sur case noire b4 · Pion blanc sur case blanche c4 · Cavalier noir sur case noire f4 · Cavalier blanc sur case noire c3 · Fou blanc sur case blanche f3 · Pion blanc sur case noire g3 · Cavalier blanc sur case noire d2 · Pion blanc sur case noire f2 · Pion blanc sur case noire h2 · Tour blanche sur case noire a1 · Fou blanc sur case noire c1 · Dame blanche sur case blanche d1 · Tour blanche sur case blanche f1 · Roi blanc sur case noire g1 | Tour noire sur case blanche a8 · Fou noir sur case blanche c8 · Dame noire sur case noire d8 · Tour noire sur case noire f8 · Roi noir sur case blanche g8 · Pion noir sur case noire a7 · Pion noir sur case blanche b7 · Pion noir sur case noire c7 · Fou noir sur case noire g7 · Pion noir sur case blanche h7 · Pion noir sur case noire d6 · Pion blanc sur case blanche d5 · Pion noir sur case noire e5 · Cavalier noir sur case blanche f5 · Pion noir sur case noire g5 · Pion blanc sur case blanche a4 · Pion blanc sur case noire b4 · Pion blanc sur case blanche c4 · Cavalier noir sur case noire f4 · Cavalier blanc sur case noire c3 · Fou blanc sur case blanche f3 · Pion blanc sur case noire g3 · Cavalier blanc sur case noire d2 · Pion blanc sur case noire f2 · Pion blanc sur case noire h2 · Tour blanche sur case noire a1 · Fou blanc sur case noire c1 · Dame blanche sur case blanche d1 · Tour blanche sur case blanche f1 · Roi blanc sur case noire g1 | Tour noire sur case blanche a8 · Fou noir sur case blanche c8 · Dame noire sur case noire d8 · Tour noire sur case noire f8 · Roi noir sur case blanche g8 · Pion noir sur case noire a7 · Pion noir sur case blanche b7 · Pion noir sur case noire c7 · Fou noir sur case noire g7 · Pion noir sur case blanche h7 · Pion noir sur case noire d6 · Pion blanc sur case blanche d5 · Pion noir sur case noire e5 · Cavalier noir sur case blanche f5 · Pion noir sur case noire g5 · Pion blanc sur case blanche a4 · Pion blanc sur case noire b4 · Pion blanc sur case blanche c4 · Cavalier noir sur case noire f4 · Cavalier blanc sur case noire c3 · Fou blanc sur case blanche f3 · Pion blanc sur case noire g3 · Cavalier blanc sur case noire d2 · Pion blanc sur case noire f2 · Pion blanc sur case noire h2 · Tour blanche sur case noire a1 · Fou blanc sur case noire c1 · Dame blanche sur case blanche d1 · Tour blanche sur case blanche f1 · Roi blanc sur case noire g1 | Tour noire sur case blanche a8 · Fou noir sur case blanche c8 · Dame noire sur case noire d8 · Tour noire sur case noire f8 · Roi noir sur case blanche g8 · Pion noir sur case noire a7 · Pion noir sur case blanche b7 · Pion noir sur case noire c7 · Fou noir sur case noire g7 · Pion noir sur case blanche h7 · Pion noir sur case noire d6 · Pion blanc sur case blanche d5 · Pion noir sur case noire e5 · Cavalier noir sur case blanche f5 · Pion noir sur case noire g5 · Pion blanc sur case blanche a4 · Pion blanc sur case noire b4 · Pion blanc sur case blanche c4 · Cavalier noir sur case noire f4 · Cavalier blanc sur case noire c3 · Fou blanc sur case blanche f3 · Pion blanc sur case noire g3 · Cavalier blanc sur case noire d2 · Pion blanc sur case noire f2 · Pion blanc sur case noire h2 · Tour blanche sur case noire a1 · Fou blanc sur case noire c1 · Dame blanche sur case blanche d1 · Tour blanche sur case blanche f1 · Roi blanc sur case noire g1 | Tour noire sur case blanche a8 · Fou noir sur case blanche c8 · Dame noire sur case noire d8 · Tour noire sur case noire f8 · Roi noir sur case blanche g8 · Pion noir sur case noire a7 · Pion noir sur case blanche b7 · Pion noir sur case noire c7 · Fou noir sur case noire g7 · Pion noir sur case blanche h7 · Pion noir sur case noire d6 · Pion blanc sur case blanche d5 · Pion noir sur case noire e5 · Cavalier noir sur case blanche f5 · Pion noir sur case noire g5 · Pion blanc sur case blanche a4 · Pion blanc sur case noire b4 · Pion blanc sur case blanche c4 · Cavalier noir sur case noire f4 · Cavalier blanc sur case noire c3 · Fou blanc sur case blanche f3 · Pion blanc sur case noire g3 · Cavalier blanc sur case noire d2 · Pion blanc sur case noire f2 · Pion blanc sur case noire h2 · Tour blanche sur case noire a1 · Fou blanc sur case noire c1 · Dame blanche sur case blanche d1 · Tour blanche sur case blanche f1 · Roi blanc sur case noire g1 | Tour noire sur case blanche a8 · Fou noir sur case blanche c8 · Dame noire sur case noire d8 · Tour noire sur case noire f8 · Roi noir sur case blanche g8 · Pion noir sur case noire a7 · Pion noir sur case blanche b7 · Pion noir sur case noire c7 · Fou noir sur case noire g7 · Pion noir sur case blanche h7 · Pion noir sur case noire d6 · Pion blanc sur case blanche d5 · Pion noir sur case noire e5 · Cavalier noir sur case blanche f5 · Pion noir sur case noire g5 · Pion blanc sur case blanche a4 · Pion blanc sur case noire b4 · Pion blanc sur case blanche c4 · Cavalier noir sur case noire f4 · Cavalier blanc sur case noire c3 · Fou blanc sur case blanche f3 · Pion blanc sur case noire g3 · Cavalier blanc sur case noire d2 · Pion blanc sur case noire f2 · Pion blanc sur case noire h2 · Tour blanche sur case noire a1 · Fou blanc sur case noire c1 · Dame blanche sur case blanche d1 · Tour blanche sur case blanche f1 · Roi blanc sur case noire g1 | 6 |
| 5 | Tour noire sur case blanche a8 · Fou noir sur case blanche c8 · Dame noire sur case noire d8 · Tour noire sur case noire f8 · Roi noir sur case blanche g8 · Pion noir sur case noire a7 · Pion noir sur case blanche b7 · Pion noir sur case noire c7 · Fou noir sur case noire g7 · Pion noir sur case blanche h7 · Pion noir sur case noire d6 · Pion blanc sur case blanche d5 · Pion noir sur case noire e5 · Cavalier noir sur case blanche f5 · Pion noir sur case noire g5 · Pion blanc sur case blanche a4 · Pion blanc sur case noire b4 · Pion blanc sur case blanche c4 · Cavalier noir sur case noire f4 · Cavalier blanc sur case noire c3 · Fou blanc sur case blanche f3 · Pion blanc sur case noire g3 · Cavalier blanc sur case noire d2 · Pion blanc sur case noire f2 · Pion blanc sur case noire h2 · Tour blanche sur case noire a1 · Fou blanc sur case noire c1 · Dame blanche sur case blanche d1 · Tour blanche sur case blanche f1 · Roi blanc sur case noire g1 | Tour noire sur case blanche a8 · Fou noir sur case blanche c8 · Dame noire sur case noire d8 · Tour noire sur case noire f8 · Roi noir sur case blanche g8 · Pion noir sur case noire a7 · Pion noir sur case blanche b7 · Pion noir sur case noire c7 · Fou noir sur case noire g7 · Pion noir sur case blanche h7 · Pion noir sur case noire d6 · Pion blanc sur case blanche d5 · Pion noir sur case noire e5 · Cavalier noir sur case blanche f5 · Pion noir sur case noire g5 · Pion blanc sur case blanche a4 · Pion blanc sur case noire b4 · Pion blanc sur case blanche c4 · Cavalier noir sur case noire f4 · Cavalier blanc sur case noire c3 · Fou blanc sur case blanche f3 · Pion blanc sur case noire g3 · Cavalier blanc sur case noire d2 · Pion blanc sur case noire f2 · Pion blanc sur case noire h2 · Tour blanche sur case noire a1 · Fou blanc sur case noire c1 · Dame blanche sur case blanche d1 · Tour blanche sur case blanche f1 · Roi blanc sur case noire g1 | Tour noire sur case blanche a8 · Fou noir sur case blanche c8 · Dame noire sur case noire d8 · Tour noire sur case noire f8 · Roi noir sur case blanche g8 · Pion noir sur case noire a7 · Pion noir sur case blanche b7 · Pion noir sur case noire c7 · Fou noir sur case noire g7 · Pion noir sur case blanche h7 · Pion noir sur case noire d6 · Pion blanc sur case blanche d5 · Pion noir sur case noire e5 · Cavalier noir sur case blanche f5 · Pion noir sur case noire g5 · Pion blanc sur case blanche a4 · Pion blanc sur case noire b4 · Pion blanc sur case blanche c4 · Cavalier noir sur case noire f4 · Cavalier blanc sur case noire c3 · Fou blanc sur case blanche f3 · Pion blanc sur case noire g3 · Cavalier blanc sur case noire d2 · Pion blanc sur case noire f2 · Pion blanc sur case noire h2 · Tour blanche sur case noire a1 · Fou blanc sur case noire c1 · Dame blanche sur case blanche d1 · Tour blanche sur case blanche f1 · Roi blanc sur case noire g1 | Tour noire sur case blanche a8 · Fou noir sur case blanche c8 · Dame noire sur case noire d8 · Tour noire sur case noire f8 · Roi noir sur case blanche g8 · Pion noir sur case noire a7 · Pion noir sur case blanche b7 · Pion noir sur case noire c7 · Fou noir sur case noire g7 · Pion noir sur case blanche h7 · Pion noir sur case noire d6 · Pion blanc sur case blanche d5 · Pion noir sur case noire e5 · Cavalier noir sur case blanche f5 · Pion noir sur case noire g5 · Pion blanc sur case blanche a4 · Pion blanc sur case noire b4 · Pion blanc sur case blanche c4 · Cavalier noir sur case noire f4 · Cavalier blanc sur case noire c3 · Fou blanc sur case blanche f3 · Pion blanc sur case noire g3 · Cavalier blanc sur case noire d2 · Pion blanc sur case noire f2 · Pion blanc sur case noire h2 · Tour blanche sur case noire a1 · Fou blanc sur case noire c1 · Dame blanche sur case blanche d1 · Tour blanche sur case blanche f1 · Roi blanc sur case noire g1 | Tour noire sur case blanche a8 · Fou noir sur case blanche c8 · Dame noire sur case noire d8 · Tour noire sur case noire f8 · Roi noir sur case blanche g8 · Pion noir sur case noire a7 · Pion noir sur case blanche b7 · Pion noir sur case noire c7 · Fou noir sur case noire g7 · Pion noir sur case blanche h7 · Pion noir sur case noire d6 · Pion blanc sur case blanche d5 · Pion noir sur case noire e5 · Cavalier noir sur case blanche f5 · Pion noir sur case noire g5 · Pion blanc sur case blanche a4 · Pion blanc sur case noire b4 · Pion blanc sur case blanche c4 · Cavalier noir sur case noire f4 · Cavalier blanc sur case noire c3 · Fou blanc sur case blanche f3 · Pion blanc sur case noire g3 · Cavalier blanc sur case noire d2 · Pion blanc sur case noire f2 · Pion blanc sur case noire h2 · Tour blanche sur case noire a1 · Fou blanc sur case noire c1 · Dame blanche sur case blanche d1 · Tour blanche sur case blanche f1 · Roi blanc sur case noire g1 | Tour noire sur case blanche a8 · Fou noir sur case blanche c8 · Dame noire sur case noire d8 · Tour noire sur case noire f8 · Roi noir sur case blanche g8 · Pion noir sur case noire a7 · Pion noir sur case blanche b7 · Pion noir sur case noire c7 · Fou noir sur case noire g7 · Pion noir sur case blanche h7 · Pion noir sur case noire d6 · Pion blanc sur case blanche d5 · Pion noir sur case noire e5 · Cavalier noir sur case blanche f5 · Pion noir sur case noire g5 · Pion blanc sur case blanche a4 · Pion blanc sur case noire b4 · Pion blanc sur case blanche c4 · Cavalier noir sur case noire f4 · Cavalier blanc sur case noire c3 · Fou blanc sur case blanche f3 · Pion blanc sur case noire g3 · Cavalier blanc sur case noire d2 · Pion blanc sur case noire f2 · Pion blanc sur case noire h2 · Tour blanche sur case noire a1 · Fou blanc sur case noire c1 · Dame blanche sur case blanche d1 · Tour blanche sur case blanche f1 · Roi blanc sur case noire g1 | Tour noire sur case blanche a8 · Fou noir sur case blanche c8 · Dame noire sur case noire d8 · Tour noire sur case noire f8 · Roi noir sur case blanche g8 · Pion noir sur case noire a7 · Pion noir sur case blanche b7 · Pion noir sur case noire c7 · Fou noir sur case noire g7 · Pion noir sur case blanche h7 · Pion noir sur case noire d6 · Pion blanc sur case blanche d5 · Pion noir sur case noire e5 · Cavalier noir sur case blanche f5 · Pion noir sur case noire g5 · Pion blanc sur case blanche a4 · Pion blanc sur case noire b4 · Pion blanc sur case blanche c4 · Cavalier noir sur case noire f4 · Cavalier blanc sur case noire c3 · Fou blanc sur case blanche f3 · Pion blanc sur case noire g3 · Cavalier blanc sur case noire d2 · Pion blanc sur case noire f2 · Pion blanc sur case noire h2 · Tour blanche sur case noire a1 · Fou blanc sur case noire c1 · Dame blanche sur case blanche d1 · Tour blanche sur case blanche f1 · Roi blanc sur case noire g1 | Tour noire sur case blanche a8 · Fou noir sur case blanche c8 · Dame noire sur case noire d8 · Tour noire sur case noire f8 · Roi noir sur case blanche g8 · Pion noir sur case noire a7 · Pion noir sur case blanche b7 · Pion noir sur case noire c7 · Fou noir sur case noire g7 · Pion noir sur case blanche h7 · Pion noir sur case noire d6 · Pion blanc sur case blanche d5 · Pion noir sur case noire e5 · Cavalier noir sur case blanche f5 · Pion noir sur case noire g5 · Pion blanc sur case blanche a4 · Pion blanc sur case noire b4 · Pion blanc sur case blanche c4 · Cavalier noir sur case noire f4 · Cavalier blanc sur case noire c3 · Fou blanc sur case blanche f3 · Pion blanc sur case noire g3 · Cavalier blanc sur case noire d2 · Pion blanc sur case noire f2 · Pion blanc sur case noire h2 · Tour blanche sur case noire a1 · Fou blanc sur case noire c1 · Dame blanche sur case blanche d1 · Tour blanche sur case blanche f1 · Roi blanc sur case noire g1 | 5 |
| 4 | Tour noire sur case blanche a8 · Fou noir sur case blanche c8 · Dame noire sur case noire d8 · Tour noire sur case noire f8 · Roi noir sur case blanche g8 · Pion noir sur case noire a7 · Pion noir sur case blanche b7 · Pion noir sur case noire c7 · Fou noir sur case noire g7 · Pion noir sur case blanche h7 · Pion noir sur case noire d6 · Pion blanc sur case blanche d5 · Pion noir sur case noire e5 · Cavalier noir sur case blanche f5 · Pion noir sur case noire g5 · Pion blanc sur case blanche a4 · Pion blanc sur case noire b4 · Pion blanc sur case blanche c4 · Cavalier noir sur case noire f4 · Cavalier blanc sur case noire c3 · Fou blanc sur case blanche f3 · Pion blanc sur case noire g3 · Cavalier blanc sur case noire d2 · Pion blanc sur case noire f2 · Pion blanc sur case noire h2 · Tour blanche sur case noire a1 · Fou blanc sur case noire c1 · Dame blanche sur case blanche d1 · Tour blanche sur case blanche f1 · Roi blanc sur case noire g1 | Tour noire sur case blanche a8 · Fou noir sur case blanche c8 · Dame noire sur case noire d8 · Tour noire sur case noire f8 · Roi noir sur case blanche g8 · Pion noir sur case noire a7 · Pion noir sur case blanche b7 · Pion noir sur case noire c7 · Fou noir sur case noire g7 · Pion noir sur case blanche h7 · Pion noir sur case noire d6 · Pion blanc sur case blanche d5 · Pion noir sur case noire e5 · Cavalier noir sur case blanche f5 · Pion noir sur case noire g5 · Pion blanc sur case blanche a4 · Pion blanc sur case noire b4 · Pion blanc sur case blanche c4 · Cavalier noir sur case noire f4 · Cavalier blanc sur case noire c3 · Fou blanc sur case blanche f3 · Pion blanc sur case noire g3 · Cavalier blanc sur case noire d2 · Pion blanc sur case noire f2 · Pion blanc sur case noire h2 · Tour blanche sur case noire a1 · Fou blanc sur case noire c1 · Dame blanche sur case blanche d1 · Tour blanche sur case blanche f1 · Roi blanc sur case noire g1 | Tour noire sur case blanche a8 · Fou noir sur case blanche c8 · Dame noire sur case noire d8 · Tour noire sur case noire f8 · Roi noir sur case blanche g8 · Pion noir sur case noire a7 · Pion noir sur case blanche b7 · Pion noir sur case noire c7 · Fou noir sur case noire g7 · Pion noir sur case blanche h7 · Pion noir sur case noire d6 · Pion blanc sur case blanche d5 · Pion noir sur case noire e5 · Cavalier noir sur case blanche f5 · Pion noir sur case noire g5 · Pion blanc sur case blanche a4 · Pion blanc sur case noire b4 · Pion blanc sur case blanche c4 · Cavalier noir sur case noire f4 · Cavalier blanc sur case noire c3 · Fou blanc sur case blanche f3 · Pion blanc sur case noire g3 · Cavalier blanc sur case noire d2 · Pion blanc sur case noire f2 · Pion blanc sur case noire h2 · Tour blanche sur case noire a1 · Fou blanc sur case noire c1 · Dame blanche sur case blanche d1 · Tour blanche sur case blanche f1 · Roi blanc sur case noire g1 | Tour noire sur case blanche a8 · Fou noir sur case blanche c8 · Dame noire sur case noire d8 · Tour noire sur case noire f8 · Roi noir sur case blanche g8 · Pion noir sur case noire a7 · Pion noir sur case blanche b7 · Pion noir sur case noire c7 · Fou noir sur case noire g7 · Pion noir sur case blanche h7 · Pion noir sur case noire d6 · Pion blanc sur case blanche d5 · Pion noir sur case noire e5 · Cavalier noir sur case blanche f5 · Pion noir sur case noire g5 · Pion blanc sur case blanche a4 · Pion blanc sur case noire b4 · Pion blanc sur case blanche c4 · Cavalier noir sur case noire f4 · Cavalier blanc sur case noire c3 · Fou blanc sur case blanche f3 · Pion blanc sur case noire g3 · Cavalier blanc sur case noire d2 · Pion blanc sur case noire f2 · Pion blanc sur case noire h2 · Tour blanche sur case noire a1 · Fou blanc sur case noire c1 · Dame blanche sur case blanche d1 · Tour blanche sur case blanche f1 · Roi blanc sur case noire g1 | Tour noire sur case blanche a8 · Fou noir sur case blanche c8 · Dame noire sur case noire d8 · Tour noire sur case noire f8 · Roi noir sur case blanche g8 · Pion noir sur case noire a7 · Pion noir sur case blanche b7 · Pion noir sur case noire c7 · Fou noir sur case noire g7 · Pion noir sur case blanche h7 · Pion noir sur case noire d6 · Pion blanc sur case blanche d5 · Pion noir sur case noire e5 · Cavalier noir sur case blanche f5 · Pion noir sur case noire g5 · Pion blanc sur case blanche a4 · Pion blanc sur case noire b4 · Pion blanc sur case blanche c4 · Cavalier noir sur case noire f4 · Cavalier blanc sur case noire c3 · Fou blanc sur case blanche f3 · Pion blanc sur case noire g3 · Cavalier blanc sur case noire d2 · Pion blanc sur case noire f2 · Pion blanc sur case noire h2 · Tour blanche sur case noire a1 · Fou blanc sur case noire c1 · Dame blanche sur case blanche d1 · Tour blanche sur case blanche f1 · Roi blanc sur case noire g1 | Tour noire sur case blanche a8 · Fou noir sur case blanche c8 · Dame noire sur case noire d8 · Tour noire sur case noire f8 · Roi noir sur case blanche g8 · Pion noir sur case noire a7 · Pion noir sur case blanche b7 · Pion noir sur case noire c7 · Fou noir sur case noire g7 · Pion noir sur case blanche h7 · Pion noir sur case noire d6 · Pion blanc sur case blanche d5 · Pion noir sur case noire e5 · Cavalier noir sur case blanche f5 · Pion noir sur case noire g5 · Pion blanc sur case blanche a4 · Pion blanc sur case noire b4 · Pion blanc sur case blanche c4 · Cavalier noir sur case noire f4 · Cavalier blanc sur case noire c3 · Fou blanc sur case blanche f3 · Pion blanc sur case noire g3 · Cavalier blanc sur case noire d2 · Pion blanc sur case noire f2 · Pion blanc sur case noire h2 · Tour blanche sur case noire a1 · Fou blanc sur case noire c1 · Dame blanche sur case blanche d1 · Tour blanche sur case blanche f1 · Roi blanc sur case noire g1 | Tour noire sur case blanche a8 · Fou noir sur case blanche c8 · Dame noire sur case noire d8 · Tour noire sur case noire f8 · Roi noir sur case blanche g8 · Pion noir sur case noire a7 · Pion noir sur case blanche b7 · Pion noir sur case noire c7 · Fou noir sur case noire g7 · Pion noir sur case blanche h7 · Pion noir sur case noire d6 · Pion blanc sur case blanche d5 · Pion noir sur case noire e5 · Cavalier noir sur case blanche f5 · Pion noir sur case noire g5 · Pion blanc sur case blanche a4 · Pion blanc sur case noire b4 · Pion blanc sur case blanche c4 · Cavalier noir sur case noire f4 · Cavalier blanc sur case noire c3 · Fou blanc sur case blanche f3 · Pion blanc sur case noire g3 · Cavalier blanc sur case noire d2 · Pion blanc sur case noire f2 · Pion blanc sur case noire h2 · Tour blanche sur case noire a1 · Fou blanc sur case noire c1 · Dame blanche sur case blanche d1 · Tour blanche sur case blanche f1 · Roi blanc sur case noire g1 | Tour noire sur case blanche a8 · Fou noir sur case blanche c8 · Dame noire sur case noire d8 · Tour noire sur case noire f8 · Roi noir sur case blanche g8 · Pion noir sur case noire a7 · Pion noir sur case blanche b7 · Pion noir sur case noire c7 · Fou noir sur case noire g7 · Pion noir sur case blanche h7 · Pion noir sur case noire d6 · Pion blanc sur case blanche d5 · Pion noir sur case noire e5 · Cavalier noir sur case blanche f5 · Pion noir sur case noire g5 · Pion blanc sur case blanche a4 · Pion blanc sur case noire b4 · Pion blanc sur case blanche c4 · Cavalier noir sur case noire f4 · Cavalier blanc sur case noire c3 · Fou blanc sur case blanche f3 · Pion blanc sur case noire g3 · Cavalier blanc sur case noire d2 · Pion blanc sur case noire f2 · Pion blanc sur case noire h2 · Tour blanche sur case noire a1 · Fou blanc sur case noire c1 · Dame blanche sur case blanche d1 · Tour blanche sur case blanche f1 · Roi blanc sur case noire g1 | 4 |
| 3 | Tour noire sur case blanche a8 · Fou noir sur case blanche c8 · Dame noire sur case noire d8 · Tour noire sur case noire f8 · Roi noir sur case blanche g8 · Pion noir sur case noire a7 · Pion noir sur case blanche b7 · Pion noir sur case noire c7 · Fou noir sur case noire g7 · Pion noir sur case blanche h7 · Pion noir sur case noire d6 · Pion blanc sur case blanche d5 · Pion noir sur case noire e5 · Cavalier noir sur case blanche f5 · Pion noir sur case noire g5 · Pion blanc sur case blanche a4 · Pion blanc sur case noire b4 · Pion blanc sur case blanche c4 · Cavalier noir sur case noire f4 · Cavalier blanc sur case noire c3 · Fou blanc sur case blanche f3 · Pion blanc sur case noire g3 · Cavalier blanc sur case noire d2 · Pion blanc sur case noire f2 · Pion blanc sur case noire h2 · Tour blanche sur case noire a1 · Fou blanc sur case noire c1 · Dame blanche sur case blanche d1 · Tour blanche sur case blanche f1 · Roi blanc sur case noire g1 | Tour noire sur case blanche a8 · Fou noir sur case blanche c8 · Dame noire sur case noire d8 · Tour noire sur case noire f8 · Roi noir sur case blanche g8 · Pion noir sur case noire a7 · Pion noir sur case blanche b7 · Pion noir sur case noire c7 · Fou noir sur case noire g7 · Pion noir sur case blanche h7 · Pion noir sur case noire d6 · Pion blanc sur case blanche d5 · Pion noir sur case noire e5 · Cavalier noir sur case blanche f5 · Pion noir sur case noire g5 · Pion blanc sur case blanche a4 · Pion blanc sur case noire b4 · Pion blanc sur case blanche c4 · Cavalier noir sur case noire f4 · Cavalier blanc sur case noire c3 · Fou blanc sur case blanche f3 · Pion blanc sur case noire g3 · Cavalier blanc sur case noire d2 · Pion blanc sur case noire f2 · Pion blanc sur case noire h2 · Tour blanche sur case noire a1 · Fou blanc sur case noire c1 · Dame blanche sur case blanche d1 · Tour blanche sur case blanche f1 · Roi blanc sur case noire g1 | Tour noire sur case blanche a8 · Fou noir sur case blanche c8 · Dame noire sur case noire d8 · Tour noire sur case noire f8 · Roi noir sur case blanche g8 · Pion noir sur case noire a7 · Pion noir sur case blanche b7 · Pion noir sur case noire c7 · Fou noir sur case noire g7 · Pion noir sur case blanche h7 · Pion noir sur case noire d6 · Pion blanc sur case blanche d5 · Pion noir sur case noire e5 · Cavalier noir sur case blanche f5 · Pion noir sur case noire g5 · Pion blanc sur case blanche a4 · Pion blanc sur case noire b4 · Pion blanc sur case blanche c4 · Cavalier noir sur case noire f4 · Cavalier blanc sur case noire c3 · Fou blanc sur case blanche f3 · Pion blanc sur case noire g3 · Cavalier blanc sur case noire d2 · Pion blanc sur case noire f2 · Pion blanc sur case noire h2 · Tour blanche sur case noire a1 · Fou blanc sur case noire c1 · Dame blanche sur case blanche d1 · Tour blanche sur case blanche f1 · Roi blanc sur case noire g1 | Tour noire sur case blanche a8 · Fou noir sur case blanche c8 · Dame noire sur case noire d8 · Tour noire sur case noire f8 · Roi noir sur case blanche g8 · Pion noir sur case noire a7 · Pion noir sur case blanche b7 · Pion noir sur case noire c7 · Fou noir sur case noire g7 · Pion noir sur case blanche h7 · Pion noir sur case noire d6 · Pion blanc sur case blanche d5 · Pion noir sur case noire e5 · Cavalier noir sur case blanche f5 · Pion noir sur case noire g5 · Pion blanc sur case blanche a4 · Pion blanc sur case noire b4 · Pion blanc sur case blanche c4 · Cavalier noir sur case noire f4 · Cavalier blanc sur case noire c3 · Fou blanc sur case blanche f3 · Pion blanc sur case noire g3 · Cavalier blanc sur case noire d2 · Pion blanc sur case noire f2 · Pion blanc sur case noire h2 · Tour blanche sur case noire a1 · Fou blanc sur case noire c1 · Dame blanche sur case blanche d1 · Tour blanche sur case blanche f1 · Roi blanc sur case noire g1 | Tour noire sur case blanche a8 · Fou noir sur case blanche c8 · Dame noire sur case noire d8 · Tour noire sur case noire f8 · Roi noir sur case blanche g8 · Pion noir sur case noire a7 · Pion noir sur case blanche b7 · Pion noir sur case noire c7 · Fou noir sur case noire g7 · Pion noir sur case blanche h7 · Pion noir sur case noire d6 · Pion blanc sur case blanche d5 · Pion noir sur case noire e5 · Cavalier noir sur case blanche f5 · Pion noir sur case noire g5 · Pion blanc sur case blanche a4 · Pion blanc sur case noire b4 · Pion blanc sur case blanche c4 · Cavalier noir sur case noire f4 · Cavalier blanc sur case noire c3 · Fou blanc sur case blanche f3 · Pion blanc sur case noire g3 · Cavalier blanc sur case noire d2 · Pion blanc sur case noire f2 · Pion blanc sur case noire h2 · Tour blanche sur case noire a1 · Fou blanc sur case noire c1 · Dame blanche sur case blanche d1 · Tour blanche sur case blanche f1 · Roi blanc sur case noire g1 | Tour noire sur case blanche a8 · Fou noir sur case blanche c8 · Dame noire sur case noire d8 · Tour noire sur case noire f8 · Roi noir sur case blanche g8 · Pion noir sur case noire a7 · Pion noir sur case blanche b7 · Pion noir sur case noire c7 · Fou noir sur case noire g7 · Pion noir sur case blanche h7 · Pion noir sur case noire d6 · Pion blanc sur case blanche d5 · Pion noir sur case noire e5 · Cavalier noir sur case blanche f5 · Pion noir sur case noire g5 · Pion blanc sur case blanche a4 · Pion blanc sur case noire b4 · Pion blanc sur case blanche c4 · Cavalier noir sur case noire f4 · Cavalier blanc sur case noire c3 · Fou blanc sur case blanche f3 · Pion blanc sur case noire g3 · Cavalier blanc sur case noire d2 · Pion blanc sur case noire f2 · Pion blanc sur case noire h2 · Tour blanche sur case noire a1 · Fou blanc sur case noire c1 · Dame blanche sur case blanche d1 · Tour blanche sur case blanche f1 · Roi blanc sur case noire g1 | Tour noire sur case blanche a8 · Fou noir sur case blanche c8 · Dame noire sur case noire d8 · Tour noire sur case noire f8 · Roi noir sur case blanche g8 · Pion noir sur case noire a7 · Pion noir sur case blanche b7 · Pion noir sur case noire c7 · Fou noir sur case noire g7 · Pion noir sur case blanche h7 · Pion noir sur case noire d6 · Pion blanc sur case blanche d5 · Pion noir sur case noire e5 · Cavalier noir sur case blanche f5 · Pion noir sur case noire g5 · Pion blanc sur case blanche a4 · Pion blanc sur case noire b4 · Pion blanc sur case blanche c4 · Cavalier noir sur case noire f4 · Cavalier blanc sur case noire c3 · Fou blanc sur case blanche f3 · Pion blanc sur case noire g3 · Cavalier blanc sur case noire d2 · Pion blanc sur case noire f2 · Pion blanc sur case noire h2 · Tour blanche sur case noire a1 · Fou blanc sur case noire c1 · Dame blanche sur case blanche d1 · Tour blanche sur case blanche f1 · Roi blanc sur case noire g1 | Tour noire sur case blanche a8 · Fou noir sur case blanche c8 · Dame noire sur case noire d8 · Tour noire sur case noire f8 · Roi noir sur case blanche g8 · Pion noir sur case noire a7 · Pion noir sur case blanche b7 · Pion noir sur case noire c7 · Fou noir sur case noire g7 · Pion noir sur case blanche h7 · Pion noir sur case noire d6 · Pion blanc sur case blanche d5 · Pion noir sur case noire e5 · Cavalier noir sur case blanche f5 · Pion noir sur case noire g5 · Pion blanc sur case blanche a4 · Pion blanc sur case noire b4 · Pion blanc sur case blanche c4 · Cavalier noir sur case noire f4 · Cavalier blanc sur case noire c3 · Fou blanc sur case blanche f3 · Pion blanc sur case noire g3 · Cavalier blanc sur case noire d2 · Pion blanc sur case noire f2 · Pion blanc sur case noire h2 · Tour blanche sur case noire a1 · Fou blanc sur case noire c1 · Dame blanche sur case blanche d1 · Tour blanche sur case blanche f1 · Roi blanc sur case noire g1 | 3 |
| 2 | Tour noire sur case blanche a8 · Fou noir sur case blanche c8 · Dame noire sur case noire d8 · Tour noire sur case noire f8 · Roi noir sur case blanche g8 · Pion noir sur case noire a7 · Pion noir sur case blanche b7 · Pion noir sur case noire c7 · Fou noir sur case noire g7 · Pion noir sur case blanche h7 · Pion noir sur case noire d6 · Pion blanc sur case blanche d5 · Pion noir sur case noire e5 · Cavalier noir sur case blanche f5 · Pion noir sur case noire g5 · Pion blanc sur case blanche a4 · Pion blanc sur case noire b4 · Pion blanc sur case blanche c4 · Cavalier noir sur case noire f4 · Cavalier blanc sur case noire c3 · Fou blanc sur case blanche f3 · Pion blanc sur case noire g3 · Cavalier blanc sur case noire d2 · Pion blanc sur case noire f2 · Pion blanc sur case noire h2 · Tour blanche sur case noire a1 · Fou blanc sur case noire c1 · Dame blanche sur case blanche d1 · Tour blanche sur case blanche f1 · Roi blanc sur case noire g1 | Tour noire sur case blanche a8 · Fou noir sur case blanche c8 · Dame noire sur case noire d8 · Tour noire sur case noire f8 · Roi noir sur case blanche g8 · Pion noir sur case noire a7 · Pion noir sur case blanche b7 · Pion noir sur case noire c7 · Fou noir sur case noire g7 · Pion noir sur case blanche h7 · Pion noir sur case noire d6 · Pion blanc sur case blanche d5 · Pion noir sur case noire e5 · Cavalier noir sur case blanche f5 · Pion noir sur case noire g5 · Pion blanc sur case blanche a4 · Pion blanc sur case noire b4 · Pion blanc sur case blanche c4 · Cavalier noir sur case noire f4 · Cavalier blanc sur case noire c3 · Fou blanc sur case blanche f3 · Pion blanc sur case noire g3 · Cavalier blanc sur case noire d2 · Pion blanc sur case noire f2 · Pion blanc sur case noire h2 · Tour blanche sur case noire a1 · Fou blanc sur case noire c1 · Dame blanche sur case blanche d1 · Tour blanche sur case blanche f1 · Roi blanc sur case noire g1 | Tour noire sur case blanche a8 · Fou noir sur case blanche c8 · Dame noire sur case noire d8 · Tour noire sur case noire f8 · Roi noir sur case blanche g8 · Pion noir sur case noire a7 · Pion noir sur case blanche b7 · Pion noir sur case noire c7 · Fou noir sur case noire g7 · Pion noir sur case blanche h7 · Pion noir sur case noire d6 · Pion blanc sur case blanche d5 · Pion noir sur case noire e5 · Cavalier noir sur case blanche f5 · Pion noir sur case noire g5 · Pion blanc sur case blanche a4 · Pion blanc sur case noire b4 · Pion blanc sur case blanche c4 · Cavalier noir sur case noire f4 · Cavalier blanc sur case noire c3 · Fou blanc sur case blanche f3 · Pion blanc sur case noire g3 · Cavalier blanc sur case noire d2 · Pion blanc sur case noire f2 · Pion blanc sur case noire h2 · Tour blanche sur case noire a1 · Fou blanc sur case noire c1 · Dame blanche sur case blanche d1 · Tour blanche sur case blanche f1 · Roi blanc sur case noire g1 | Tour noire sur case blanche a8 · Fou noir sur case blanche c8 · Dame noire sur case noire d8 · Tour noire sur case noire f8 · Roi noir sur case blanche g8 · Pion noir sur case noire a7 · Pion noir sur case blanche b7 · Pion noir sur case noire c7 · Fou noir sur case noire g7 · Pion noir sur case blanche h7 · Pion noir sur case noire d6 · Pion blanc sur case blanche d5 · Pion noir sur case noire e5 · Cavalier noir sur case blanche f5 · Pion noir sur case noire g5 · Pion blanc sur case blanche a4 · Pion blanc sur case noire b4 · Pion blanc sur case blanche c4 · Cavalier noir sur case noire f4 · Cavalier blanc sur case noire c3 · Fou blanc sur case blanche f3 · Pion blanc sur case noire g3 · Cavalier blanc sur case noire d2 · Pion blanc sur case noire f2 · Pion blanc sur case noire h2 · Tour blanche sur case noire a1 · Fou blanc sur case noire c1 · Dame blanche sur case blanche d1 · Tour blanche sur case blanche f1 · Roi blanc sur case noire g1 | Tour noire sur case blanche a8 · Fou noir sur case blanche c8 · Dame noire sur case noire d8 · Tour noire sur case noire f8 · Roi noir sur case blanche g8 · Pion noir sur case noire a7 · Pion noir sur case blanche b7 · Pion noir sur case noire c7 · Fou noir sur case noire g7 · Pion noir sur case blanche h7 · Pion noir sur case noire d6 · Pion blanc sur case blanche d5 · Pion noir sur case noire e5 · Cavalier noir sur case blanche f5 · Pion noir sur case noire g5 · Pion blanc sur case blanche a4 · Pion blanc sur case noire b4 · Pion blanc sur case blanche c4 · Cavalier noir sur case noire f4 · Cavalier blanc sur case noire c3 · Fou blanc sur case blanche f3 · Pion blanc sur case noire g3 · Cavalier blanc sur case noire d2 · Pion blanc sur case noire f2 · Pion blanc sur case noire h2 · Tour blanche sur case noire a1 · Fou blanc sur case noire c1 · Dame blanche sur case blanche d1 · Tour blanche sur case blanche f1 · Roi blanc sur case noire g1 | Tour noire sur case blanche a8 · Fou noir sur case blanche c8 · Dame noire sur case noire d8 · Tour noire sur case noire f8 · Roi noir sur case blanche g8 · Pion noir sur case noire a7 · Pion noir sur case blanche b7 · Pion noir sur case noire c7 · Fou noir sur case noire g7 · Pion noir sur case blanche h7 · Pion noir sur case noire d6 · Pion blanc sur case blanche d5 · Pion noir sur case noire e5 · Cavalier noir sur case blanche f5 · Pion noir sur case noire g5 · Pion blanc sur case blanche a4 · Pion blanc sur case noire b4 · Pion blanc sur case blanche c4 · Cavalier noir sur case noire f4 · Cavalier blanc sur case noire c3 · Fou blanc sur case blanche f3 · Pion blanc sur case noire g3 · Cavalier blanc sur case noire d2 · Pion blanc sur case noire f2 · Pion blanc sur case noire h2 · Tour blanche sur case noire a1 · Fou blanc sur case noire c1 · Dame blanche sur case blanche d1 · Tour blanche sur case blanche f1 · Roi blanc sur case noire g1 | Tour noire sur case blanche a8 · Fou noir sur case blanche c8 · Dame noire sur case noire d8 · Tour noire sur case noire f8 · Roi noir sur case blanche g8 · Pion noir sur case noire a7 · Pion noir sur case blanche b7 · Pion noir sur case noire c7 · Fou noir sur case noire g7 · Pion noir sur case blanche h7 · Pion noir sur case noire d6 · Pion blanc sur case blanche d5 · Pion noir sur case noire e5 · Cavalier noir sur case blanche f5 · Pion noir sur case noire g5 · Pion blanc sur case blanche a4 · Pion blanc sur case noire b4 · Pion blanc sur case blanche c4 · Cavalier noir sur case noire f4 · Cavalier blanc sur case noire c3 · Fou blanc sur case blanche f3 · Pion blanc sur case noire g3 · Cavalier blanc sur case noire d2 · Pion blanc sur case noire f2 · Pion blanc sur case noire h2 · Tour blanche sur case noire a1 · Fou blanc sur case noire c1 · Dame blanche sur case blanche d1 · Tour blanche sur case blanche f1 · Roi blanc sur case noire g1 | Tour noire sur case blanche a8 · Fou noir sur case blanche c8 · Dame noire sur case noire d8 · Tour noire sur case noire f8 · Roi noir sur case blanche g8 · Pion noir sur case noire a7 · Pion noir sur case blanche b7 · Pion noir sur case noire c7 · Fou noir sur case noire g7 · Pion noir sur case blanche h7 · Pion noir sur case noire d6 · Pion blanc sur case blanche d5 · Pion noir sur case noire e5 · Cavalier noir sur case blanche f5 · Pion noir sur case noire g5 · Pion blanc sur case blanche a4 · Pion blanc sur case noire b4 · Pion blanc sur case blanche c4 · Cavalier noir sur case noire f4 · Cavalier blanc sur case noire c3 · Fou blanc sur case blanche f3 · Pion blanc sur case noire g3 · Cavalier blanc sur case noire d2 · Pion blanc sur case noire f2 · Pion blanc sur case noire h2 · Tour blanche sur case noire a1 · Fou blanc sur case noire c1 · Dame blanche sur case blanche d1 · Tour blanche sur case blanche f1 · Roi blanc sur case noire g1 | 2 |
| 1 | Tour noire sur case blanche a8 · Fou noir sur case blanche c8 · Dame noire sur case noire d8 · Tour noire sur case noire f8 · Roi noir sur case blanche g8 · Pion noir sur case noire a7 · Pion noir sur case blanche b7 · Pion noir sur case noire c7 · Fou noir sur case noire g7 · Pion noir sur case blanche h7 · Pion noir sur case noire d6 · Pion blanc sur case blanche d5 · Pion noir sur case noire e5 · Cavalier noir sur case blanche f5 · Pion noir sur case noire g5 · Pion blanc sur case blanche a4 · Pion blanc sur case noire b4 · Pion blanc sur case blanche c4 · Cavalier noir sur case noire f4 · Cavalier blanc sur case noire c3 · Fou blanc sur case blanche f3 · Pion blanc sur case noire g3 · Cavalier blanc sur case noire d2 · Pion blanc sur case noire f2 · Pion blanc sur case noire h2 · Tour blanche sur case noire a1 · Fou blanc sur case noire c1 · Dame blanche sur case blanche d1 · Tour blanche sur case blanche f1 · Roi blanc sur case noire g1 | Tour noire sur case blanche a8 · Fou noir sur case blanche c8 · Dame noire sur case noire d8 · Tour noire sur case noire f8 · Roi noir sur case blanche g8 · Pion noir sur case noire a7 · Pion noir sur case blanche b7 · Pion noir sur case noire c7 · Fou noir sur case noire g7 · Pion noir sur case blanche h7 · Pion noir sur case noire d6 · Pion blanc sur case blanche d5 · Pion noir sur case noire e5 · Cavalier noir sur case blanche f5 · Pion noir sur case noire g5 · Pion blanc sur case blanche a4 · Pion blanc sur case noire b4 · Pion blanc sur case blanche c4 · Cavalier noir sur case noire f4 · Cavalier blanc sur case noire c3 · Fou blanc sur case blanche f3 · Pion blanc sur case noire g3 · Cavalier blanc sur case noire d2 · Pion blanc sur case noire f2 · Pion blanc sur case noire h2 · Tour blanche sur case noire a1 · Fou blanc sur case noire c1 · Dame blanche sur case blanche d1 · Tour blanche sur case blanche f1 · Roi blanc sur case noire g1 | Tour noire sur case blanche a8 · Fou noir sur case blanche c8 · Dame noire sur case noire d8 · Tour noire sur case noire f8 · Roi noir sur case blanche g8 · Pion noir sur case noire a7 · Pion noir sur case blanche b7 · Pion noir sur case noire c7 · Fou noir sur case noire g7 · Pion noir sur case blanche h7 · Pion noir sur case noire d6 · Pion blanc sur case blanche d5 · Pion noir sur case noire e5 · Cavalier noir sur case blanche f5 · Pion noir sur case noire g5 · Pion blanc sur case blanche a4 · Pion blanc sur case noire b4 · Pion blanc sur case blanche c4 · Cavalier noir sur case noire f4 · Cavalier blanc sur case noire c3 · Fou blanc sur case blanche f3 · Pion blanc sur case noire g3 · Cavalier blanc sur case noire d2 · Pion blanc sur case noire f2 · Pion blanc sur case noire h2 · Tour blanche sur case noire a1 · Fou blanc sur case noire c1 · Dame blanche sur case blanche d1 · Tour blanche sur case blanche f1 · Roi blanc sur case noire g1 | Tour noire sur case blanche a8 · Fou noir sur case blanche c8 · Dame noire sur case noire d8 · Tour noire sur case noire f8 · Roi noir sur case blanche g8 · Pion noir sur case noire a7 · Pion noir sur case blanche b7 · Pion noir sur case noire c7 · Fou noir sur case noire g7 · Pion noir sur case blanche h7 · Pion noir sur case noire d6 · Pion blanc sur case blanche d5 · Pion noir sur case noire e5 · Cavalier noir sur case blanche f5 · Pion noir sur case noire g5 · Pion blanc sur case blanche a4 · Pion blanc sur case noire b4 · Pion blanc sur case blanche c4 · Cavalier noir sur case noire f4 · Cavalier blanc sur case noire c3 · Fou blanc sur case blanche f3 · Pion blanc sur case noire g3 · Cavalier blanc sur case noire d2 · Pion blanc sur case noire f2 · Pion blanc sur case noire h2 · Tour blanche sur case noire a1 · Fou blanc sur case noire c1 · Dame blanche sur case blanche d1 · Tour blanche sur case blanche f1 · Roi blanc sur case noire g1 | Tour noire sur case blanche a8 · Fou noir sur case blanche c8 · Dame noire sur case noire d8 · Tour noire sur case noire f8 · Roi noir sur case blanche g8 · Pion noir sur case noire a7 · Pion noir sur case blanche b7 · Pion noir sur case noire c7 · Fou noir sur case noire g7 · Pion noir sur case blanche h7 · Pion noir sur case noire d6 · Pion blanc sur case blanche d5 · Pion noir sur case noire e5 · Cavalier noir sur case blanche f5 · Pion noir sur case noire g5 · Pion blanc sur case blanche a4 · Pion blanc sur case noire b4 · Pion blanc sur case blanche c4 · Cavalier noir sur case noire f4 · Cavalier blanc sur case noire c3 · Fou blanc sur case blanche f3 · Pion blanc sur case noire g3 · Cavalier blanc sur case noire d2 · Pion blanc sur case noire f2 · Pion blanc sur case noire h2 · Tour blanche sur case noire a1 · Fou blanc sur case noire c1 · Dame blanche sur case blanche d1 · Tour blanche sur case blanche f1 · Roi blanc sur case noire g1 | Tour noire sur case blanche a8 · Fou noir sur case blanche c8 · Dame noire sur case noire d8 · Tour noire sur case noire f8 · Roi noir sur case blanche g8 · Pion noir sur case noire a7 · Pion noir sur case blanche b7 · Pion noir sur case noire c7 · Fou noir sur case noire g7 · Pion noir sur case blanche h7 · Pion noir sur case noire d6 · Pion blanc sur case blanche d5 · Pion noir sur case noire e5 · Cavalier noir sur case blanche f5 · Pion noir sur case noire g5 · Pion blanc sur case blanche a4 · Pion blanc sur case noire b4 · Pion blanc sur case blanche c4 · Cavalier noir sur case noire f4 · Cavalier blanc sur case noire c3 · Fou blanc sur case blanche f3 · Pion blanc sur case noire g3 · Cavalier blanc sur case noire d2 · Pion blanc sur case noire f2 · Pion blanc sur case noire h2 · Tour blanche sur case noire a1 · Fou blanc sur case noire c1 · Dame blanche sur case blanche d1 · Tour blanche sur case blanche f1 · Roi blanc sur case noire g1 | Tour noire sur case blanche a8 · Fou noir sur case blanche c8 · Dame noire sur case noire d8 · Tour noire sur case noire f8 · Roi noir sur case blanche g8 · Pion noir sur case noire a7 · Pion noir sur case blanche b7 · Pion noir sur case noire c7 · Fou noir sur case noire g7 · Pion noir sur case blanche h7 · Pion noir sur case noire d6 · Pion blanc sur case blanche d5 · Pion noir sur case noire e5 · Cavalier noir sur case blanche f5 · Pion noir sur case noire g5 · Pion blanc sur case blanche a4 · Pion blanc sur case noire b4 · Pion blanc sur case blanche c4 · Cavalier noir sur case noire f4 · Cavalier blanc sur case noire c3 · Fou blanc sur case blanche f3 · Pion blanc sur case noire g3 · Cavalier blanc sur case noire d2 · Pion blanc sur case noire f2 · Pion blanc sur case noire h2 · Tour blanche sur case noire a1 · Fou blanc sur case noire c1 · Dame blanche sur case blanche d1 · Tour blanche sur case blanche f1 · Roi blanc sur case noire g1 | Tour noire sur case blanche a8 · Fou noir sur case blanche c8 · Dame noire sur case noire d8 · Tour noire sur case noire f8 · Roi noir sur case blanche g8 · Pion noir sur case noire a7 · Pion noir sur case blanche b7 · Pion noir sur case noire c7 · Fou noir sur case noire g7 · Pion noir sur case blanche h7 · Pion noir sur case noire d6 · Pion blanc sur case blanche d5 · Pion noir sur case noire e5 · Cavalier noir sur case blanche f5 · Pion noir sur case noire g5 · Pion blanc sur case blanche a4 · Pion blanc sur case noire b4 · Pion blanc sur case blanche c4 · Cavalier noir sur case noire f4 · Cavalier blanc sur case noire c3 · Fou blanc sur case blanche f3 · Pion blanc sur case noire g3 · Cavalier blanc sur case noire d2 · Pion blanc sur case noire f2 · Pion blanc sur case noire h2 · Tour blanche sur case noire a1 · Fou blanc sur case noire c1 · Dame blanche sur case blanche d1 · Tour blanche sur case blanche f1 · Roi blanc sur case noire g1 | 1 |
|   | a | b | c | d | e | f | g | h |   |

L'une des plus célèbres parties de Gligorić est cette victoire contre l'ancien champion du monde Tigran Petrossian au Tournoi de la paix organisé à Zagreb en 1970. Elle montre sa virtuosité avec les Noirs dans la défense est-indienne et sa volonté de jouer pour une attaque à base de sacrifice même contre l'un des plus grands joueurs de défense. Il finit 2e ex æquo avec Petrossian et d'autres, derrière Fischer.
Petrossian-Gligorić Zagreb 1970 :
1. c4 g6 2. Cf3 Fg7 3. d4 Cf6 4. Cc3 0-0 5. e4 d6 6. Fe2 e5 7. 0-0 Cc6 8. d5 Ce7 9. b4 Ch5 10. Cd2 Cf4 11. a4 f5 12. Ff3 g5 13. exf5 Cxf5 14. g3 Cd4 15. gxf4 Cxf3+ 16. Dxf3 g4 17. Dh1 exf4 18. Fb2 Ff5 19. Tfe1 f3 20. Cde4 Dh4 21. h3 Fe5 22. Te3 gxh3 23. Dxf3 Fg4 24. Dh1 h2+ 25. Rg2 Dh5 26. Cd2 Fd4 27. De1 Tae8 28. Cce4 Fxb2 29. Tg3 Fe5 30. T1a3 Rh8 31. Rh1 Tg8 32. Df1 Fxg3 33. Txg3 Txe4 0-1.
Gligorić est aussi le premier joueur à avoir infligé une défaite à Petrossian après que celui-ci eut remporté le titre de champion du monde face à Mikhaïl Botvinnik en 1963.

## Publications
- (de) Das Interzonen-Turnier Portoroz 1958, 1959, éd. Olms, Zürich, 1991,
- (de) Kandidatenturnier zur Schachweltmeisterschaft Bled, Zagreb, Beograd 1959, 1960, éd. Olms, 1987,
- (en) The Sicilian Defence, 1972
- (en) The World Chess Championship : 1948-1969, 1972
- Fischer contre Spassky - Le match du championnat du monde d'échecs 1972, éd. Payot, 1972,
- (en) French Defence, Pitman, 1980
- (en) Play the Nimzo-indian defence, Pergamon Press, 1985
- Šahovski vodič. T. 1, Suština šaha, Belgrade 1988,  (ISBN 86-80001-02-3)
- Igram protiv figura, Belgrade 1989,  (ISBN 86-80001-04-X)
- Peti meč Kasparov-Karpov za titulu svetskog prvaka, Belgrade 1991,  (ISBN 86-80001-07-4)
- Gligina varijanta, Belgrade 2000
- (en) Shall we play Fischerandom Chess, Batsford, 2002
- (en) King's Indian Defence : Mar del Plata Variation, Batsford, 2002
- (en) I Play Against Pieces, Batsford, 288 pages, 2002,  (ISBN 0713487704)